# Virsehatts naturreservat
Virsehatt är ett naturreservat i Enslövs socken i Halmstads kommun i Halland.
Naturreservatet utgörs av ett gnejsmassiv som ligger utmed Senneåns dalgång. På berget växer lövskog med dominerande inslag av ek och bok. Här växer örter som vårlök, ormbär och blåsippa. I söder och väster finns betade hagar. Området avgränsas i väster av Senneån där det även finns ett raserat vattenkraftverk. Virsehatt är 70 m högt och ligger 122 m över havet. Via trappor kan man ta sig upp till en utsiktspunkt.
År 1936 invigde landshövding Hilding Kjellman naturparken Virsehatt. Då invigdes även Enslövs hembygdsgård, den så kallade Virshultsstugan. Enslövs hembygdsförening begärde att få Virsehatt fridlyst redan 1934 men det dröjde några år innan deras mål kunde uppnås. 1937 blev Virsehatt fridlyst och Halland fick därmed sitt första naturreservat. Stugan var byggd av Hembygdsföreningen av till stor del gammalt timmer och med delar av gamla stugor.